# 定向進化説
定向進化説（ていこうしんかせつ）とは、生物に、一定方向に進化を続ける傾向があることを認め、それを進化の原因とみなす説のことである。系統発生説とも呼ばれる。

## 定向進化
定向進化（ていこうしんか）とは、生物の進化において、一度進化の方向が決まると、ある程度その方向への進化が続くように見える現象をいう。
例えばウマの進化では、背の高さ数十cmで、足の指が四本ある先祖から、現在の大型で足指が一本のみの姿まで、いくつかの中間的な姿の種を経て一つの系列をなしている。このことから、ウマの進化には一定の方向があり、その方向への進化が続いたのだと見なす場合、これを定向進化と呼ぶ。また、マンモスの長大でしかも大きく曲がった牙や、オオツノシカの巨大な角などは、実用的とは見なしがたい。それらの構造は、その先祖においては、明らかに生活上有効に働いていたと思われるが、そこまで巨大になる必然性が感じにくい。そこで、それを説明するために、定向進化が働いたため、言わば進化の進行にブレーキが効かなかったのだ、というふうに考える。

## 定向進化説の提唱
定向進化を生物のもつ内在的な特徴であると見なし、生物の進化がそれによって方向づけられていると説明する説を定向進化説という。T.アイマー、E.D.コープ、H.F.オズボーンら古生物学者によって提唱された説である。いずれも定向進化を生物のもつ特徴と見なす点では共通するが、その原因の説明は必ずしも共通せず、現象面の指摘に止めるものから、それを引き起こす生物内の原因を仮定する立場まで幅広い。しかし、一般にその理由を生物内にある方向づけに求める印象があることから、ジャン＝バティスト・ラマルクの進化論の流れをくむ、いわゆるネオ・ラマルキズムの一つと見なされ、否定的に判断される場合が多い。分子遺伝学の理論からも、これを支持するのは困難である。

## 解釈と批判

### 定向進化はあるのか
そもそも定向進化といわれる現象が実際に存在するかどうかについて議論がある。
ウマやゾウの進化では、確かに大局的にみれば一つの傾向が見られる例もある(コープの法則)。たとえばウマでは大型化と足指の減少など、ゾウでは大型化と牙、鼻の発達などの方向性が感じられる。しかしながら、特定の方向に一方的に進化が進んでいたのかと言えば必ずしもそうではなく、多様化の見られる局面もあり、一概に定向的に進化したのだとはみなせない。ジョージ・ゲイロード・シンプソンは定向的に見える化石記録でも詳細に調べれば分岐的な様相を示しており、定向進化現象は表面的な解釈に過ぎないと論じた。

### 定向進化説に対する批判
マンモスの牙やオオツノシカの角について、彼らの絶滅が牙や角の過度の巨大化のためと説明される場合がある。一時的とは言え、現に彼らは地上に生存していたのであり、自然選択の立場からは、それらの表現型にも適応的な性質があったか、少なくとも自然選択によって取り除かれない中立的な性質を持っていなければならない。つまり、生存していた生物が非適応的形質を持っていたとすれば、自然選択説で説明するのは困難であり、定向進化説でこの現象を説明できるかもしれないと考えられた。
しかし、この説明には二つの問題がある。一つは非適応的な形質の存在が自然選択でも説明可能であること。もう一つは定向進化説を用いても説明になっていないことである。進化に方向性を持たせることが出来るなら、なぜ絶滅を回避できない生物がいるのか。環境の変化と進化の方向が合っていなかったとするなら、それはまさに自然選択の働きであり、ダーウィニズムでの説明よりも説得力があるとは言えなくなる。
ダーウィニズムによる一つの説明は、一見非適応的な性質も彼らが出現した時には役に立っていて、その後の環境変化によって非適応的になり絶滅したのだとする。もう一つの説明は、性淘汰説で、選択がその種を取り巻く自然環境によってではなく、種内の異性による選好によって起こったとする。
例えば、マンモスの牙は実用的でなかったかもしれないが、その先祖のまだ小さいが真っすぐに突き出た牙は、明らかに樹皮を剥いだり根を掘り起こしたり、あるいは種内、種間で戦う武器としても有効だったはずである。立派な牙をもった個体は自然選択で選択される。そうすると、繁殖を行う場合、相手の異性が立派な牙を持っている個体のほうが、多く子孫を残せただろう。
そのような条件下では、例えば雌が雄を選ぶ場合に、牙が立派なものを選ぶ傾向が生じても不思議ではない。そこで、そのような配偶者選択の傾向が遺伝的なものとして定着すれば、それ以後は実際の牙の機能より、異性に気に入られる牙をもつ個体が選択的に残るようになる。このような選択を性淘汰と言う。立派すぎて機能的には疑問のある牙の出現も、これによって説明することが可能な訳である。この場合、大きすぎる牙は、機能的には生存に不利に働くが、配偶者を獲得するためには有利に働くので、その両方の働きのバランスの取れるところに牙の大きさが落ち着くことが期待される。これも環境が変化し、性淘汰と生存可能性のバランスが取れなくなればその種は絶滅に向かうこともあるだろうと言える。
自然選択説は進化に方向性がありそうに見える理由も、実際には進化に方向性がないことの理由も説明が可能であるが、定向進化説は「進化が大局的にはそう見える」ことを述べているに過ぎず、その原因やメカニズムを説明しているわけではない。